# Марк Шварцер
Марк Шварцер (на английски: Mark Schwarzer) е бивш австралийски вратар.
Роден е на 6 октомври 1972 година в Сидни, Австралия. Висок е 1.95 метра. Тегло 85 кг. Играл е още за отборите на Маркони Сталиънс, Динамо Дрезден, Кайзерслаутерн, Брадфорд Сити, Мидълзбро, Фулъм, Челси и Лестър Сити.
Прави дебюта си за Австралия през 1993 г., когато е на 21 години, и оттогава има 108 мача за националния си отбор.
Играе за Лестър с фланелка номер 32.
Марк Шварцер е рекордьор по мачове с австралийския национален отбор – 109.